# Dongquan, Gansu
Dongquan är en socken i nordvästra Kina. Den ligger i Zhang härad i staden Dingxi i provinsen Gansu, omkring 180 kilometer sydost om provinshuvudstaden Lanzhou. Antalet invånare är 8 323. Befolkningen består av 3 864 kvinnor och 4 459 män. Barn under 15 år utgör 20,0 %, vuxna 15-64 år 73 %, och äldre över 65 år 6,0 %.